# Paul Halmos
Pour les articles homonymes, voir Halmos.

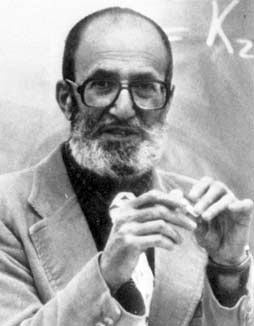

Paul Richard Halmos (3 mars 1916 à Budapest en Hongrie - 2 octobre 2006), est un mathématicien américain.
Il est connu pour ses recherches principalement dans les domaines de la théorie des probabilités, les statistiques, la théorie des opérateurs (en), la théorie ergodique et l'analyse fonctionnelle (les espaces de Hilbert en particulier). 
Il fait partie du groupe des Martiens. 

## Biographie
Né en Hongrie dans une famille juive, il émigre aux États-Unis en 1929 et s'inscrit à l'université de l'Illinois à Urbana-Champaign à l'âge de 15 ans. Il y étudie la philosophie avant de se consacrer sur le tard aux mathématiques. Il soutient sa thèse de doctorat en 1938 sur le thème des invariants dans les processus stochastiques.
Il enseigne quelque temps à l'université de l'Illinois avant de rejoindre Princeton où il travaille avec John von Neumann. Il rejoint par la suite l'université de Chicago puis celle de Santa-Clara en Californie de 1985 à sa mort.
Paul et Virginia Halmos ont doté le Prix Joseph L. Doob en l'honneur du président de l'AMS Joseph L. Doob dont Paul Halmos fut le premier doctorant.

## L'œuvre
Ses livres, écrits dans un style lumineux et particulièrement fluide, sont devenus des classiques : on peut citer Naive Set Theory (en), Introduction to Hilbert Space and the Theory of Spectral Multiplicity, Lectures on Boolean algebras et Finite Dimensional Vector Spaces. Son autobiographie, publiée en 1985 est intitulée I Want to Be a Mathematician: An Automathography.
Dans un article d’American Scientist (56(4), 375-389), Halmos défend la thèse que les mathématiques sont un art de création et que les mathématiciens sont des artistes, non pas des calculateurs. Il y discute de la division du domaine en mathologie et en mathophysique. Par ailleurs, il illustre à quel degré un mathématicien et un peintre vivent dans des environnements semblables.
L'invention de iff pour abréger if and only if (c'est-à-dire l'équivalent en anglais de ssi pour abréger si et seulement si) est souvent attribuée à Halmos, mais par erreur. L'usage du signe de fin d'article pour signifier la fin d'une démonstration lui est attribué. Ce symbole ∎ (Unicode U+220E) est parfois appelé un halmos.

## Prix et distinctions
Il est lauréat en 1994 du Prix Haimo de la Mathematical Association of America.
En 1983, il reçoit le Prix Pólya décerné par la Mathematical Association of America, pour son article « The Thrills of Abstraction » publié dans The College Mathematics Journal (en), Vol. 13 (1982), 243–251.

## Ouvrages
- Introduction à la théorie des ensembles [détail des éditions]
- Problèmes pour mathématiciens, petits et grands [« Problems for mathematicians, young and old »]  (trad. de l'anglais par Catherine Bellaïche), Paris, Cassini, 2000, 334 p. (ISBN 2-84225-012-5)
- L'Algèbre linéaire en problèmes [« Linear Algebra Problem Book »]  (trad. de l'anglais par Catherine Bellaïche), Cassini, 2011, 380 p. (ISBN 978-2-84225-089-8)